# Кастаньето-По
Кастаньето-По (итал. Castagneto Po) — коммуна в Италии, располагается в регионе Пьемонт, в провинции Турин.
Население составляет 1675 человек (2008 г.), плотность населения составляет 152 чел./км². Занимает площадь 11 км². Почтовый индекс — 10090. Телефонный код — 011.
В коммуне во второе воскресенье сентября особо празднуется Рождество Пресвятой Богородицы.

## Демография
Динамика населения:

## Администрация коммуны
- Официальный сайт: https://web.archive.org/web/20081006125542/http://nuke.comunecastagnetopo.com/